# Ewa Skrzypczak
Ewa Teresa Skrzypczak (ur. 9 grudnia 1929 w Warszawie, zm. 4 listopada 2020 tamże) – polska profesor fizyki, specjalizująca się w fizyce jądrowej wysokich energii oraz fizyce medycznej. Profesor zwyczajny Uniwersytetu Warszawskiego.

## Życiorys
Studiowała na Wydziale Fizyki UW. Jej praca magisterska, wykonywana pod opieką Stefana Pieńkowskiego, dotyczyła naturalnej promieniotwórczości skał i meteorytów. Po studiach pracowała w zespołach Mariana Danysza i Jerzego Pniewskiego. Prowadziła badania nad wyznaczeniem masy hiperonu lambda, co było tematem jej rozprawy doktorskiej. Stopień doktora uzyskała w roku 1960.
Uczestniczyła w eksperymentach dotyczących zderzeń cząstek o wysokich energiach prowadzonych w CERN (eksperymenty NA35, NA49, NA61).
Przez cztery kadencje pełniła funkcję prodziekana Wydziału Fizyki ds. studenckich.

## Wybrane publikacje książkowe
- Fizyka wielkich energii (1965) Warszawa 1965 (tom 30 serii wydawniczej Omega)
- Fizyka w medycynie (1982), ISBN 83-214-0307-7
- Wstęp do fizyki jądra atomowego i cząstek elementarnych (1993, wspólnie z Zygmuntem Szeflińskim)
- Kinematyka relatywistyczna w zadaniach (2003, wspólnie z Tomaszem Matulewiczem), ISBN 83-918323-2-5
- Fizyka subatomowa w zadaniach (2005, wspólnie z Tomaszem Matulewiczem), ISBN 83-918323-7-6

Współredagowała Encyklopedię fizyki współczesnej wydanej w 1983 roku przez PWN .